# Jabłonna (województwo pomorskie)
Jabłonna (kaszb. Jabłónnô) – wyludniona osada śródleśna w Polsce położona w województwie pomorskim, w powiecie słupskim, w gminie Kępice.
W latach 1975–1998 miejscowość należała administracyjnie do województwa słupskiego.
Inne miejscowości o nazwie Jabłonna: Jabłonna